# 孟子
孟子（もうし、簡体字: 孟子、拼音: Mèngzǐ、紀元前372年3月12日? - 紀元前290年12月21日?）は、中国戦国時代の儒学思想家。姓は孟、諱は軻（）、字は子輿（）と伝わる。「子」は先生という意味で尊称で、後世に亞聖（）とも称される。孔子の孫である子思の門人に学業を受けたとされ、朱子学では孔子に次いで重要な人物とされる。そのため儒教は別名「孔孟の教え」とも呼ばれる。
言行は『孟子』に纏（）められている。性善説を主張し、仁義と民本による王道政治を目指した。

## 経歴
孟子は鄒国（現在の山東省済寧市鄒城市）の人で、その母が孟子を育てた時の話が有名である。最初は墓地の近くに住んでいたが、やがて孟子が葬式の真似事を始めたので母は家を移した。移った所は市場の近くで、やがて孟子が商人の真似事を始めたので母は再び家を移した。次に移った所は学問所の近くで、やがて孟子が学問を志すようになったので母はやっと安心したという。この話は孟母三遷として知られ、史実ではないとされているが、子供の育成に対する環境の影響に関して良く引き合いに出され、鄒城市には孟母三遷祠が建てられている。孟子の母は、他にも孟母断機の故事で知られている。孟子が学業を途中で辞めて家に帰って来たとき、母はちょうど機を織っていたが、その織物を刀で切断し「お前が学問を途中で辞めるのは私が織物を断ち切るのと同じことだ」と言って諫めた。孟子は再び勉学に励んだ。以上の話は漢代の『韓詩外伝』巻9や『列女伝』巻1に見える伝説である。
『史記』孟子荀卿列伝によれば、孟子は孔子の孫である子思の門人に学んだ。子思に直接学んだという説もあるが、年代が合っていない。
彼は、自分のことを王の師匠であり、賓客である、と考えていたので、遊歴するときには数十台の車と数百人の従者を従えていた。諸侯と同等である、というプライドを持っていたのである。
かつて魏の恵王が秦や斉に奪われた土地を回復する方法を孟子に質問した時、孟子は仁者無敵を説いた。それは、国土は小さくても、仁政を施せば、誰にも負けない、ということである。仁政とは、刑罰を簡単にして、税を軽くし、丁寧に耕作して、若者には孝悌忠信の道徳教育を行うことである。そのような仁政を受けた民は、戦いでも勇敢で、仁政のない国の民は、主君に協力せず背いたりもする。ゆえに、仁者無敵である、というのである。
論語に載せられている孔子の弟子の有子の言葉とされているものに、
孝弟なる者は、それ仁の本為るか。
がある。孝とは親に対する愛情、弟とは兄に対する尊敬のことである。
仁の実は親に事うること是なり。義の実は兄に従うこと是なり。
という言葉が『孟子「離婁篇」』にある。これは、孔子の説いた仁を拡大した孟子の説く仁義のことを示している。孟子は自分のことを孔子の正統な継承者だと自負していた。
その後、恵王が死んでその子の襄王が即位すると、孟子はこの襄王を
之を望みたるに人君に似ず
と評していたため、失望して斉に行った。斉では宣王が即位していた。ここでも孟子は国士扱いを望み、好きに論争するだけで給料のもらえる稷下の学士と同等にされたくない、というプライドがあった。
抱関（門番）、撃柝（夜警）の者も、皆、常職有りて上（君主）より食む。常職無くして而も上より賜るは、不恭と為すなり。
と『孟子「萬章伝」』にある。門番から夜警に至るまで、皆定職があって給料をもらっているのに、定職もないのに給料をもらうのは、人生に対して真面目な態度とは言えない、と主張した。故、宣王に呼び出されて参内することを拒否して宣王自ら来てほしいと要請して、自分が王宮に行くのは何か進言したいことができたときだけ、ということにした。孟子は自分のことを「所不召之臣（召さざる所の臣）」と思っていた。
管仲すら且つ召す可からず。而るを況や管仲為らざらん者をや。
と述べている。管仲は桓公を補佐して春秋の覇者にした人物である。桓公は管仲のことを決して呼びつけにしなかった。そして、管仲すら、と述べていることで、孟子は自分を管仲や殷の湯王を補佐して湯王にも呼びつけにされなかった伊尹以上の人物であると確信していた。
とある日、宣王が孟子に向い、殷の臣であった武王が主君である殷の紂王を伐って周を打ち立てたことについて、質問した。すると、孟子は
仁を賊ふ者は之を賊と謂ひ、義を賊ふ者は之を残と謂ひ、残賊の人は之を一夫と謂ふ。一夫の紂を誅せりとは聞けども、未だ君を弑したりとは聞かず。
と答えた。これの意味は、
「仁を失った者は賊であり、義を失った者は残であり、仁義を失った者は君主である資格がなく、残賊、つまり、ただの男である。ただの男の紂を殺したとは言えても、君主である王を殺したとは言えない。」
ということである。要するに、これほど君主の位は軽い、と言いたいのである。
また、宣王が卿の態度を質問した時、孟子は、王室と関係がある貴戚の卿と、王室と関係のない異姓の卿では、王に対する態度も違う、と言った。まず、貴戚の卿は、
君に大過有れば則ち諫め、之を反覆して聴かれざれば、則ち位を易う。
と説いた。つまり、
「君主が道理から外れていることをしていれば諫言をするが、聞き入れられなければ、追放して別の君主に変える。」
ということである。貴戚の卿は、君主と血がつながっているので、君主が仁義にかなわない場合には、放っておけないので王族の中から仁義にかなうものを選ぶ必要がある。これを聞いて宣王は驚いて顔色を変えたが、孟子は過度のますらおであり、自分の発言に王がどんなに顔色を変えても堂々としていた。自分の思想を全く疑わずに説くのである。次に、異姓の卿は
君に大過有れば則ち諫め、之を反覆して聴かざれば、則ち去る。
と説いた。つまり、
「君主が道理から外れていることをしていれば諫言をするが、聞き入れられなければ、その君主の下を去っていく。」
ということである。異姓の卿は、君主と血がつながっていないので、君主が仁義にかなわない場合には、放っておいてその君主の下を離れる。戦国時代の君臣関係は極めて自由であり、自分の出身地に仕えないことはもちろん、数国に仕えることもある。この際も、君主の廃立など考えずに気に入った国に仕官する、といったことを基にして発言している。
しかし、孟子が斉に仕えてから七、八年か経つと、宣王は病気を理由に孟子の家に使者を派遣して
「あなたと話したいことがありますが、運悪く風邪のためそちらに行けません。いかがですか？あなたの方から来てはいただけないでしょうか？」
と伝えて呼び出そうとした。しかし、孟子も病気という口実で拒否した。
不幸にして、疾有り。朝に造る能わず。
たった今、参内しようとしていたのに、仮病を使って拒否した。「召さざる所の臣」である孟子はこのような事情でも行くわけには行かない。翌日、東郭氏に不幸なことがあったので、家まで行って弔問することにした。それに対して弟子の公孫丑が
「昨日、病気を理由に参内を断ったのに、今日改めて外出するのはいかがなるものでしょうか？ およしなさい」
と出掛けないことを勧めたが、孟子は
「昨日は病気だったが今日は治った。行かなければ」
と言って行ってしまった。そのようなことで自分の行動を制限されることを孟子は良しとしない。ところが孟子が出かけている間、宣王が病気見舞いの使者と医師を派遣してきたので、家で留守番をしていた弟子の孟仲子は慌てて、先程少し調子が良くなりまして、参内に参りました、とその場を取り繕った。そして、孟子の通りそうな場所に使者を派遣して、どうかご帰宅せずに、そのまま参内して下さい、と伝えた。それを聞いた孟子は、帰宅も参内もしないで友人の景丑の家に泊まった。景丑は王命に従わなかった孟子を非難した。これによって、孟子と宣王の関係がしっくりこなくなった。孟子はこの事件によって、斉を立ち去る気持ちを固めた。その後、とうとう孟子は斉を去ることにした。それを聞いた宣王は急いで孟子の家まで出向き、また会えるでしょうか？ と聞いた。それに対して孟子は
敢へて請はざるのみ。固より願ふ所なり
と答えた。
「また会いたいと、こちらからは望みませんが、王とお会いするのは私としても嫌ではありません」
それで、宣王はまだ希望がある、と思った。数百人もの稷下の学士を抱えている宣王にしても、孟子のその激しい理想主義には辟易するが、現実的な政策で役に立ちそうではないとしても、この優れた人物を他国に持っていかれることも残念だと思った。そこで、孟子の弟子の陳子を通じて
「都心の大邸宅を与え、門弟養成のために一万鍾の俸禄を支給し、大臣をはじめ廷臣たちに孟子を尊敬させるようにする」
と伝えた。鍾は穀物を図る単位で、約五十リットルだと言われている。当時の一万鍾は、通説によれば、日本の江戸時代の禄高で千五百石足らずだという。しかし、孟子にはこれが少額だったと見え、
如し予をして富まむと欲せしむれば、十万を辞して万を受けんこと、是れ富まむと欲すると為さんや。
と断った。これは
「もし私の力で国を興したければ、十万鍾の俸禄を約束するべきです。私はそれを辞退して、一万鍾を受けましょう。これでは私のことを、冨貴を願っている、とは言えないはずです。」
という意味である。
賤丈夫有り。必ず壟断を求めて之に登り、もつて左右望して市利を罔せり。人皆以て賤しと為す。故に従つて之を征せり。
と孟子は言った。
「昔、市では物々交換によって、お互いの納得する交易を行って、生活に必要な物を手に入れる場所でした。ところが、卑しい欲張りがいて、壟断（切り立ったような高い位置）に登って左右を見まわしたのです。普通は地面に自分の売り物を並べて交換するのですが、高所から見ると、良い物を売っている人をいち早く発見できます。そのような連中は、生活に必要な物を仕入れに来たのではなく、営利を上げるために来ているのです。何と嫌らしいことかと人々がこれを非難し、政府もこれに征（税のこと）を掛けることにしたのです。」
という意味だ。つまり、孟子は、自分はこんな卑しい欲張りではない、と言いたいのだ。「利益を壟断する」という用法はここからきている。
そして、孟子はいよいよ斉を去る旅に出た。その折、孟子は昼という場所に三日も留まった。一度宣王の申し出をきっぱりと断っておきながら、まるで宣王の使いが来るのを待つかのようにゆっくり進むことが、孟子の評判を下げたようであった。斉の尹子と言う人物は孟子に憧れており、自分のことをますらおだと自負していた。だからこそ、昼に三日も逗留した、という話を聞いて、大きく失望した。
「俺は孟子を見損なった。面白くもない」
と尹子は言った。その話を弟子の高子から聞いた孟子は
「尹子という者は、俺を理解できていないのだ」
と言った。そして、
予、三宿して昼を出づるも、予が心に於ては猶お速しと以為へり。王よ庶幾はくは之を改めよ。王如し諸を改むれば、則ち必ず予を反さん。夫れ昼を出ずるも王は予を追わざりなり。予、然る後に浩然として帰るの志有り。予、然ると雖も豈に王を舎てんや。
と言った。
「三日で昼を出たのは早すぎるくらいだ。もしも宣王があの後思い直して使者を送ってくれば、私は喜んで引き返す。すると、斉の民は豊かになる。もしも、あの後使者が来なくても、私は宣王を捨てない。それを考えると、王の使者が来るのが待ちどおしい」
という意味である。それを聞いた尹子は
士は誠に小人なり
と嘆いた。

## 孟子の思想

### 仁義
孔子は仁を説いたが、孟子はこれを発展させて仁義を説いた。仁とは「忠恕」（真心と思いやり）であり、「義とは宜なり」というように、義とは事物を適切に扱うことである。

### 王覇
孟子はその時代までにいた全ての君主を「王者」と「覇者」として、それらが行った政治を「王道」と「覇道」として分類した。
孟子によれば、覇者とは武力によって一時的な仁政を行う者であり、そのため大国の武力がなければ覇者となって人民や他国を服従させることはできない。対して王者とは、徳によって本当の仁政を行う者であり、そのため小国であっても人民や他国はその徳を慕って心服するようになる。故に孟子は、覇者を全否定はしないものの、「五覇は三王（夏の禹、殷の天乙、周の文王または武王）の罪人（出来損ない）なり。諸侯は五覇の罪人なり。大夫は今の諸侯の罪人なり」と述べて当時群雄割拠していた諸侯たちを批判し、古の堯・舜や三王が行ったような「先王の道」（王道政治）に回帰すべきと唱えた。

### 民本
孟子は領土や軍事力の拡大ではなく、人民の心を得ることによって天下を取ればよいと説いた。王道によって自国の人民だけでなく、他国の人民からも王者と仰がれるようになれば諸侯もこれを侵略することはできないという。
梁の恵王から利益によって国を強くする方法について問われると、孟子は、君主は利益でなく仁義によって国を治めるべきであり、そうすれば小国であっても大国に負けることはないと説いた。孟子によれば、天下を得るためには民を得ればよく、民を得るためにはその心を得ればよい。では民の心を得るための方法は何かといえば、それは民に利するものを与え、民に害するものを押し付けないことである。民は安心した暮らしを求め、人を殺したり殺されたりすることを嫌うため、もし王者が仁政を行えば天下の民は誰も敵対しようとせず、それどころか自分の父母のように仰ぎ慕うようになるという。
孟子によれば、僅か百里四方の小国の君主でも天下の王者となることができる。覇者の事績について斉の宣王から問われるが、孟子は、君主は覇道でなく王道を行うべきであり、そうすれば天下の役人は皆王の朝廷に仕えたがり、農夫は皆王の田野を耕したがり、商人は皆王の市場で商売したがり、旅人は皆王の領内を通行したがり、自国の君主を憎む者は皆王のもとへ訴えたがるだろう。そうなれば誰も王を止めることはできない、「仁者敵無し」と言う。すなわち「仁」こそ敵をなくすために最も適した最強の「武器」である、と孟子は主張したのである。
もちろん農夫からは農業税、商人からは商業税、旅人からは通行税を得て国は豊かになり、また人民も生活が保障されてはじめて孝悌忠信を教え込むことができるようになる。孟子の民本思想はその経済思想とも密接に関連している。
しかし、これは当時としても非常に急進的な主張であり、当時の君主たちに孟子の思想が受け入れられない原因となった。孟子は「民を貴しと為し、社稷之（これ）に次ぎ、君を軽しと為す」、つまり政治にとって人民は最も大事で、社稷（国家の祭祀）はそれに次ぎ、君主は最も軽いと主張している。あくまで人民あっての君主であり、君主あっての人民ではないという。これは晩年弟子に語った言葉であると考えられているが、各国君主との問答でも、「君を軽しと為す」とは言わないまでも人民を重視する姿勢は孟子に一貫している。絶対的な権力者であるはずの君主の地位を社会の一機能を果たす相対的な位置付けで考えるこのような言説は、自分たちの地位を守りたい君主の耳に快いはずがなかったのである。

### 性善
当時の有名な思想家の一人である告子は、人の行動は川の水が堤防の決壊がいずれの方向でも起こりうるように、原理がなく予測不可能なものである。人の行動がそれぞれの時代において大きく異なるように見えるのも、国の頂点に立つ統治者による影響であり、たまたま文王や武王のような善人が即位したゆえ正義を信じて団結し、たまたま厲王や幽王のような悪人が即位したゆえ道徳を無視して乱暴を働くようになっただけにすぎない。すなわち人間の心には生まれながらして持った共通な性質（本性）なるものは存在しない（あるいは知り得ない）と唱えた。
「水信(まこと)に東西(とうざい)を分つこと無し。上下を分つこと無からんや。（川の水は堤防を越えて東西に流れることがあっても、地面を括り抜いて地下に流れることはないのではないか）」
孟子はこのように反論した。人の行動は確かに様々であって統一性のある原理がないように見えるが、それらはあくまで立場や周りの影響（外物）による一時的なものにすぎない。人間には「本性」なるものが存在するのである。
井戸に転び堕ちそうになった子供を見て、誰もが思わずに助けようとするのは、子供の父母から財貨を得るためでもなければ、社会で良い名声を得るためでもない。人間は誰しも利他的な行為を良しとする生来の性質（善）を備わっている。かつての聖王であろうと小人であろうと、その本性には本質的な違いはなく、利己的な行為に走るのは天災や人害など外界の脅威（外物）から身を守るために元々の善性を手放せざるを得なくなってしまったゆえである。
そのため孟子は、「大人とは其の赤子の心を失わざる者なり（徳に優れた人というのは赤子のような純粋な心を保ちつづける人である）」、「学問の道は他無し、其の放心を求むるのみ（学問とは他でない、失われてしまった純粋な心を取り戻すのみである」とも主張した。

#### 「性善説」に関する誤解
孟子の対立思想として、荀子の性悪説が挙げられる。しかし、孟子は人間の本性として「四端」があると述べただけであって、それを努力して伸ばさない限り人間は禽獸（社会性を持たない動物）同然の存在だと言ったように、人間を持つ善性を絶対的に肯定していたわけではない。また、それゆえに学問を深め道徳を身につけた君子は人民を指導する資格があるとする。一方、荀子は人間の本性とは無限なる欲望であり、欲望に従順なままでは他人を思いやることも譲り合って争いを避けることもできない。そのため学問や礼儀といった「偽」（こしらえもの、人為の意）を身に付けるようになり、それらの後天的な努力によって公共善に向うことができると主張した。
教育を通じて良き徳を身に付けると説く点では、実に両者とも同じであり、「人間の持つ可能性への信頼」がそれらの思想の根底にある。両者の違いは、孟子が人間の主体的な努力によって社会全体まで統治できるという楽観的な唯心主義であったに対して、荀子は統治者がまず社会に制度を制定して型を作らなければ人間はよくならないという社会システム重視の考えに立ったところにある。前者は後世に朱子学のような主観中心主義への道を開き、後者は荀子の弟子たちによって法家思想へと発展していった。

### 四端
孟子は人の性が善であることを主張した上、その善性の核心となる四つの心得（四端）の存在を説いた。
「四端」とは「四つの始まり」という意味であり、それぞれ「惻隠」（弱者を同情する心）・「羞悪」（不正や悪を憎む心）・「辞譲」（謙って譲り合う心）・「是非」（正悪を判断する能力）と定義される。この四つの心得を常に遵守することによって、孔子の主張する聖人に備わるべき四つ性質である「四徳」を身につければ、誰しもが統治者に相応しい人材になれると言う。

### 天命
孟子自身は「革命」という言葉を用いていないものの、その天命説は後の易姓革命説の原型をなしている。
孟子によれば、舜は天下を天から与えられて天子となったのであり、堯から与えられたのではない。天下を与えられるのは天だけであり、たとえ堯のような天子であっても天命に逆らって天下をやりとりすることはできない。では、その天の意思、天命はどのように示されるのかといえば、それは直接にではなく、民の意思を通して示される。民がある人物を天子と認め、その治世に満足するかどうかによって天命は判断される。
また、殷の湯王が夏の桀王を追放し、周の武王が殷の紂王を征伐したことも、臣下による君主への弑逆には当たらないとした。なぜなら桀紂がいくら天子の家系であったとはいえ、天子が果すべき責務を果たさずに暴政を行ったためであり、すでに統治者としての正当性（天命）がないためである。
天子の位は、かつては代々賢者から賢者へと禅譲されていたが、禹が崩ずると賢者の益でなくその子啓が位を継ぎ、以後今日まで世襲が続いている。これは禹の時代になって徳が衰えたからなのではないか、という弟子の萬章の問いに対し、孟子は明確にこれを否定している。孟子によれば、位を賢者が継ぐか子が継ぐかはすべて天命によるものであり、両者に優劣の差はない。孟子は孔子の言を引いて「唐の虞は禅（ゆず）り、夏后・殷・周は継ぐも、其の義は一なり」と述べている。そのため、位を世襲しながら天によって廃されてしまうのは、必ず桀紂のような「残賊」だけだとされる。
この論理は当時の宗教権威を論証に介しているものの、意義と目的という面において2000年後のヨーロッパで提唱された社会契約論と同一であると言える。

## 後世の評価
以下は、中国語版ウィキペディアからの引用。
孟子は儒家の最も主要な代表的人物の一人である。しかし、中国において、孟子の地位は宋代以前にはあまり高くなかった。中唐時代に韓愈が『原道』を著して、孟子を戦国時代の儒家の中で唯一孔子の「道統」を受け継いだという評価を開始し、こうして孟子の「昇格運動」が現れた。以降孟子とその著作の地位は次第に上昇していった。北宋時代、神宗の熙寧4年（1071年）、『孟子』の書は初めて科挙の試験科目の中に入れられた。元豊6年（1083年）、孟子は初めて政府から「鄒国公」の地位を追贈され、翌年孔子廟に孔子の脇に並置して祭られることが許された。この後『孟子』は儒家の経典に昇格し、南宋時代の朱熹はまた『孟子』の語義を注釈し、『大学』、『中庸』と並んで「四書」と位置付け、さらにその実際的な地位を「五経」の上に置いた。元代の至順元年（1330年）、孟子は加えて「亜聖公」に封じられ、以後「亜聖」と称されるようになり、その地位は孔子に次ぐとされたのである。
孔子（武人の子）や、後代の朱熹・王陽明らと異なり、孟子は武人ではなく、兵学を修めず、軍事指揮経験がなく、著作には六芸など実学的教養への言及がない。「孟母三遷」の伝承は、それが事実なら、孔子が君子の教養として弟子たちに修養を勧めた「六芸」を著しく侮辱するものであり（墓地における礼は六芸の第一、市場における数は六芸の第六だが、孟母はこれを賤業と見下した）、孟子は孔子たちがもっとも嫌悪したであろうステレオタイプの差別主義者・出世主義者の母親によって育てられたことになる。
上述のように、孟子の天命説（革命説）そのものは、孔子の著作にもその萌芽があって、それを発展させて論となしたことは必ずしも孔子の道統を逸脱するものではなかったが、日本の一姓相伝（万世一系）的な国体観と合致しない。そのため、中国の航海者たちの間には、明代の「有携其書（孟子）往者舟即覆溺」（五雑俎）などのように、孟子を積んで日本に向かう船は沈むという伝承があった。
日本においても、孟子の地位は江戸時代以前はあまり高くなく、むしろ忌避されていた。日本の元号は宗教上・産業上の瑞祥を除き、基本的に四書五経を出典とするが、四書五経の中の『孟子』に由来する元号はまだ存在しない。
日本では、林羅山、徳川家康、伊藤仁斎、上田秋成、佐藤一斎、吉田松陰、西郷隆盛、北一輝らが熱読したことで知られる。

## 孟廟

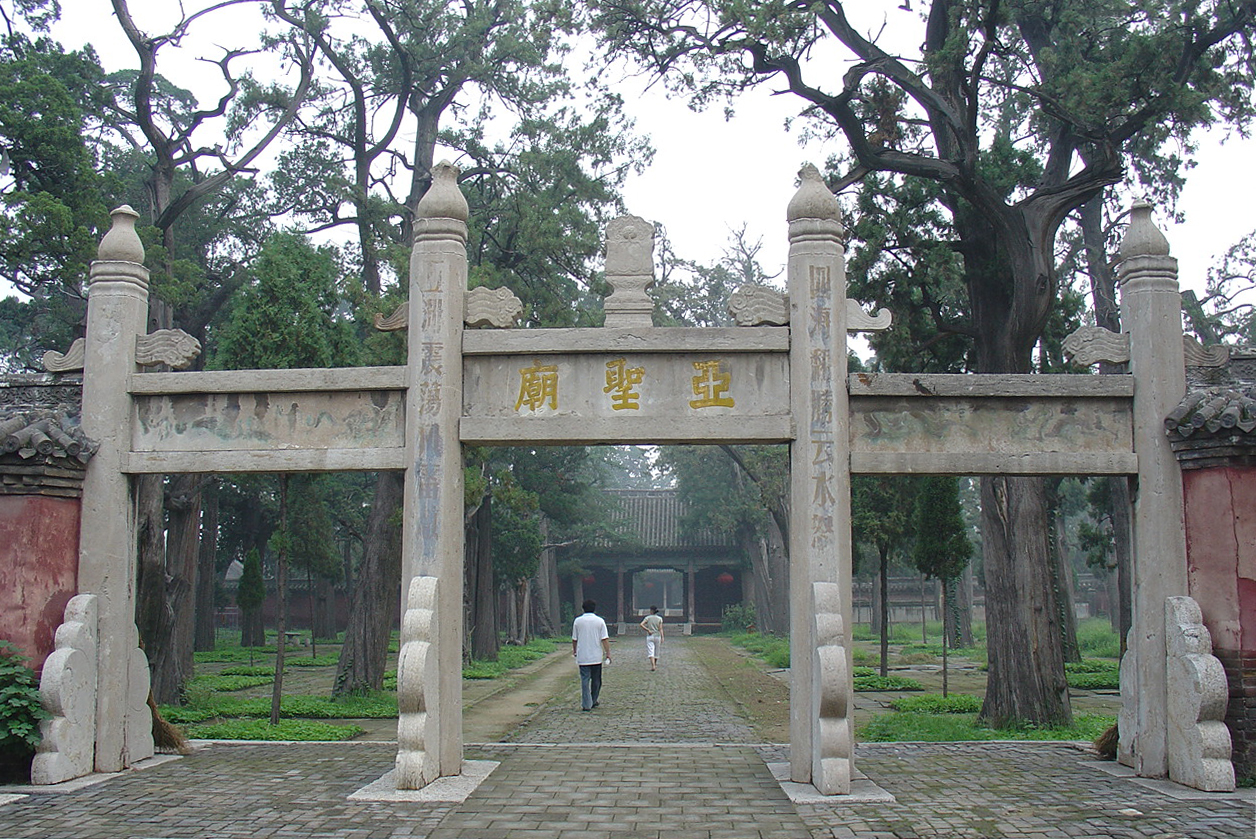
孟廟

孟子の出身地である山東省鄒城市の南郊には、孟子を祭祀する孟廟が建てられている。別名を亜聖廟ともいい、南北に長い長方形で、五進の門を持ち、殿宇は64間あり、敷地面積は4万平方メートルを超える。正殿を亜聖殿といい、現存のものは清の康熙年間に地震で傾いた後に再建されたもので、7間あり、高さ17ｍ、幅27ｍ、奥行き20ｍある。「曲阜の孔廟、孔林、孔府の拡大」として2008年3月にユネスコの世界遺産の暫定リストに入れられている。
朝鮮では、孟子は氏族の新昌孟氏の始祖とされる。日本においても、中国（または朝鮮）における孟子の子孫で医官であった孟二寛が、秀吉の朝鮮出兵の際に捕虜として日本に連行されて毛利氏・浅野氏に仕え、渡辺治庵と名乗り、その孫の武林唯七（隆重）が赤穂浪士に参加したという伝承がある。

## 書物としての『孟子』
書としての『孟子』は、上述のとおり儒教正典の四書の一つである。孟子が一生行った遊説や論争、弟子たちとの問答、及び語録の集成である。
書名は『毛詩』と区別するため「もうじ」と発音し、人名は「もうし」と発音するのが日本での習慣であったが、近年は書名の場合でも「もうし」と発音することが多い。
『孟子』の注を書いた後漢の趙岐は、『孟子』は孟子の引退後に、彼が弟子の公孫丑・萬章らと共に問答を集め、また規則の言葉を選んで編集したと記載している。武内義雄は孟子自撰説に反対し、孟子の門弟または再伝の弟子くらいの手記をあつめて編纂されたものとする。
- 「梁恵王章句上・下」
- 「公孫丑章句上・下」
- 「滕文公章句上・下」
- 「離婁章句上・下」
- 「萬章章句上・下」
- 「告子章句上・下」
- 「盡心章句上・下」

の七篇よりなる。
儒教倫理説の根本教義のひとつとされ、社会秩序の維持のため守るべき5つの徳として有名な「五倫の道」は滕文公上篇に記載されており、性善説の根拠たるべき道徳学説として知られる四端説は、公孫丑上篇に記されている。
なお『論語』は孔子が登場しない章も含まれていて、孔子本人と弟子たちの言行録となっているが、『孟子』は全章に孟子本人が登場する。